# La Barge, Wyoming
La Barge är en småstad (town) i Lincoln County i västra Wyoming i USA. Staden hade 551 invånare vid 2010 års folkräkning.

## Geografi
La Barge ligger på västra sidan av Green River i Lincoln County, nära gränsen mot Sublette County. Fontenelledammen i floden ligger strax söder om staden. Big Piney ligger omkring 30 kilometer längre norrut längs floden.

## Historia
Orten har sitt namn efter Joseph Marie La Barge (1787–1860), en fransk-kanadensisk pälsjägare. Han fick amerikanskt medborgarskap som tack för sina insatser i 1812 års krig och utforskade den amerikanska västern under början av 1800-talet.

## Näringsliv
La Barge omges av flera oljefält.

## Kommunikationer
Den federala landsvägen U.S. Route 189 går genom orten i nord-sydlig riktning.